# Sojoez TMA-04M
Sojoez TMA-04M (Russisch: Союз ТМА-04M) was een ruimtevlucht  naar het  Internationaal ruimtestation ISS die op 15 mei 2012 werd gelanceerd. De Sojoez vervoerde drie bemanningsleden voor ISS Expeditie 31. TMA-04M was de 113e vlucht van een Sojoez-ruimteschip, na de eerste lancering in 1967. De Sojoez bleef aan het ISS gekoppeld  voor de duur van expeditie 31 en diende tevens als reddingsschip.

## Bemanning
Dit is de bemanning van Sojoez TMA-04M
- Gennady Padalka (4)
- Sergei Revin    (1)
- Joseph M. Acaba (2)

Tussen haakjes het aantal ruimtevluchten.

## Reservebemanning
- Oleg Novitski voor Gennady Padalka
- Jevgeni Tarelkin voor Sergei Revin
- Kevin Ford voor Joseph M. Acaba

TMA-1 · TMA-2 · TMA-3 · TMA-4 · TMA-5 · TMA-6 · TMA-7 · TMA-8 · TMA-9 · TMA-10 · TMA-11 · TMA-12 · TMA-13 · TMA-14 · TMA-15 · TMA-16 · TMA-17 · TMA-18 · TMA-19 · TMA-01M · TMA-20 · TMA-21 · TMA-02M · TMA-22 · TMA-03M · TMA-04M · TMA-05M · TMA-06M · TMA-07M · TMA-08M  · TMA-09M · TMA-10M · TMA-11M · TMA-12M · TMA-13M · TMA-14M · TMA-15M · TMA-16M · TMA-17M · TMA-18M · TMA-19M · TMA-20M